# Siiranjärvi
Siiranjärvi är en sjö i Finland. Den ligger i kommunen Kuhmo i landskapet Kajanaland, i den östra delen av landet, 500 km nordost om huvudstaden Helsingfors. Siiranjärvi ligger 220 meter över havet. Arean är 17 hektar och strandlinjen är 2,23 kilometer lång. Sjön  ingår i Uleälvens huvudavrinningsområde.   I omgivningarna runt Siiranjärvi växer i huvudsak barrskog.